# Vrijkorpsen in de Weimarrepubliek

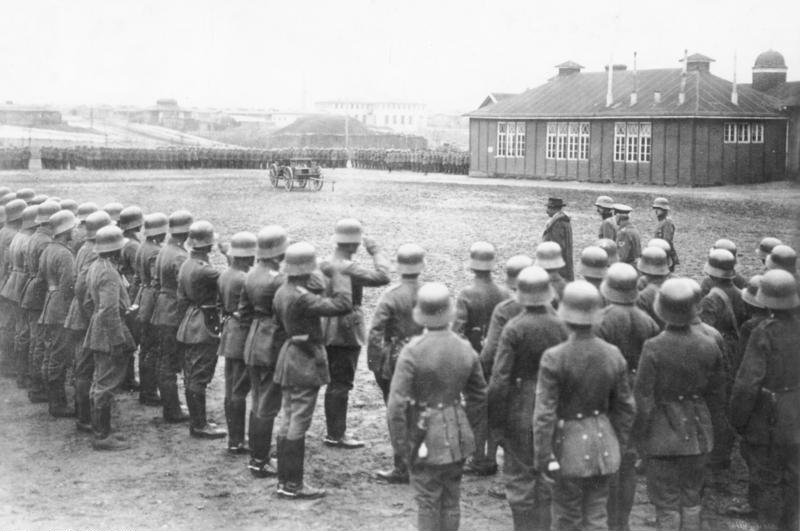
Minster Gustav Noske bezoekt het Vrijkorps in Berlijn (januari 1919).

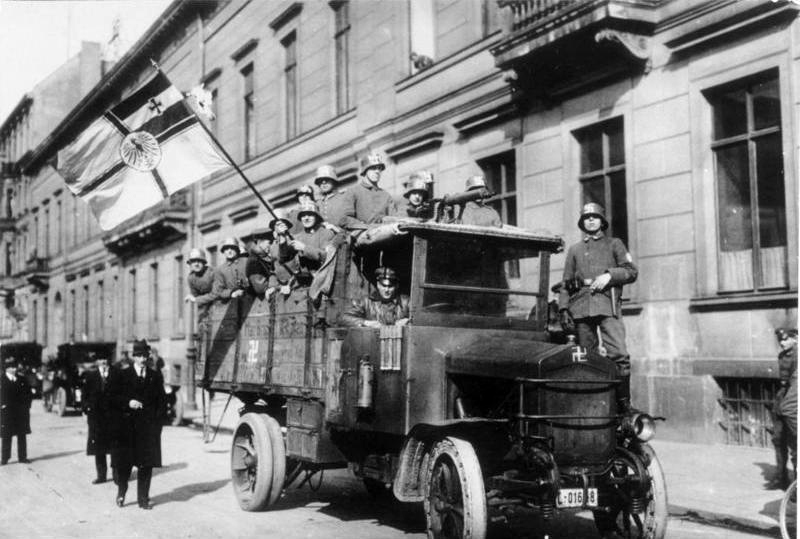
Leden van de Marinebrigade Ehrhardt tijdens de Kapp-putsch (maart 1920).

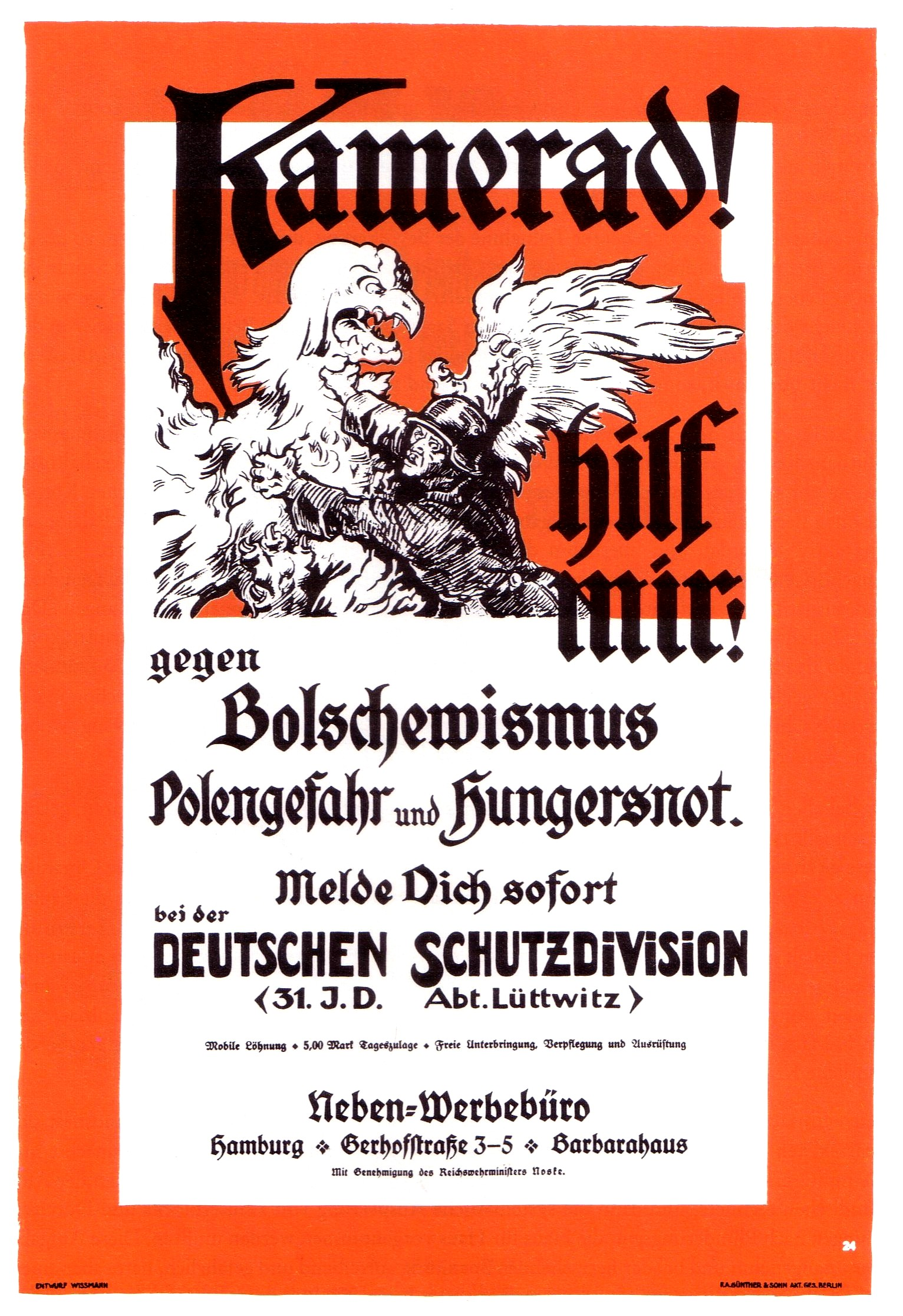
Poster om te strijden tegen de bolsjewieken (1919).

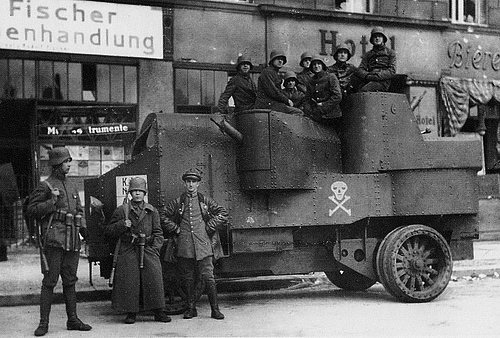
Russische gevechtswagen Garford-Poetilov in handen van het Vrijkorps

De vrijkorpsen (Duits: Freikorpse) waren paramilitaire vrijwilligerseenheden die in de eerste jaren van de Weimarrepubliek actief waren. Ze bestonden hoofdzakelijk uit soldaten die terugkeerden van de door het Duitse keizerrijk verloren Eerste Wereldoorlog en die een cultuur van geweld paarden aan antidemocratische overtuigingen. Hoewel ze in naam de republiek dienden, hebben ze bijgedragen tot het ondermijnen ervan.

## Ontstaan
De vrijkorpsen ontstonden in de laatste oorlogsmaand, november 1918, toen ook de Novemberrevolutie plaatsvond. Het initiatief kwam mee van Paul von Hindenburg. De regering van de kersverse Weimarrepubliek, de zogenaamde Rat der Volksbeauftragten, moedigde deze paramilitaire organisaties van gedemobiliseerde soldaten aanvankelijk niet echt aan, maar tolereerde ze wel. Het burgerbestaan viel vele voormalige frontsoldaten na de terugkeer zwaar omdat ze dit niet meer gewend waren. Dit gecombineerd met het verliezen van de oorlog en de daarna afgesloten Vrede van Versailles, die als een vernederend dictaat en als een dolkstoot in de rug van het keizerlijke Duitse leger ervaren werd, het uitroepen van de republiek (de meeste leden van de vrijkorpsen waren hartstochtelijk monarchist) en een massale werkloosheid leidde ertoe dat de vrijkorpsen vijanden van de republiek waren.

## Inzet
De nieuwe regering onder president Friedrich Ebert (SPD) gebruikte de vrijkorpsen begin 1919 in de strijd tegen de extreemlinkse oppositie. Omdat het gedemobiliseerde leger door het Verdrag van Versailles verboden was om in het binnenland op te treden werd een vrijwillige inschrijving gehouden om de benodigde "strijdkrachten" op te richten. Er traden uiteindelijk 400.000 man toe tot de vrijkorpsen, die beschikten over zware oorlogswapens. Deze werden vooral ingezet voor de bestrijding van revolutionaire bewegingen (vooral communistische groeperingen, waaronder de Spartacusbond). Deze groepen doodden tal van politieke tegenstanders. De bekendste politieke moord uitgevoerd door de vrijkorpsen is wel die op Rosa Luxemburg en Karl Liebknecht door soldaten van de "Garde-Kavallerie-Schützen-Division". Rosa Luxemburg en Karl Liebknecht waren de oprichters van de Communistische Partij van Duitsland (KPD).
De vrijkorpsen werden ook ingezet om Poolse opstanden in Posen en Boven-Silezië te bestrijden (Grenzschutz Ost). Vanaf december 1918 ging de Baltische Landwehr onder Rüdiger von der Goltz de strijd aan met de bolsjewieken in de Baltische staten. De 30 à 40.000 leden van het vrijkorps gebruikten extreem geweld, wat nog verergerde toen ze in juni 1919 de eerste nederlagen leden. In december keerden ze vol frustratie terug naar Duitsland.

## Opheffing
Artikel 160 van het Verdrag van Versailles hield in dat de vrijkorpsen begin 1920 moesten zijn opgeheven. In uitvoering hiervan werden ze gefaseerd afgeschaft. Omdat het verdrag de maximale grootte van het Duitse leger per 1 januari 1921 op 100.000 manschappen stelde, konden de 400.000 leden van het vrijkorps niet allemaal worden opgenomen in de reguliere Reichswehr. Toen ze met opheffing werden bedreigd kwamen de eenheden in opstand; de leden voelden de opheffing aan als een tweede dolkstoot door de socialistische Weimar-regering. De bekendste uitwas is de zogenaamde Kapp-Putsch die door een algemene staking en de weigering van ambtenaren om bevelen van de opstandelingen te gehoorzamen mislukte. Als pleister op de wonde werden toch, op beperkte schaal, leden van de vrijkorpsen toegelaten tot de Reichswehr. Anderen die buiten de boot vielen traden echter toe tot rechts/conservatieve organisaties als de veteranenorganisatie Stahlhelm of de nog meer extreemrechtse paramilitaire SA (en later de SS) van de NSDAP. De continuïteit betrof niet alleen de personen (bijvoorbeeld Ernst Röhm, Hans Frank, Hermann Göring, Rudolf Hess en Rudolf Höss), maar ook het gedachtegoed en de voorliefde voor fysiek geweld.

## Nasleep
De even gewelddadige opvolgers van de vrijkorpsen pleegden ook een groot aantal politieke moorden op zogenaamde verraders van het Duitse Rijk. Zo vermoordde de Organisation Consul (opvolger van de vrijkorps-eenheid Brigade Erhardt) bijvoorbeeld Walther Rathenau. Die daden werden overigens mild bestraft: de veelal conservatieve rechters betrokken in hun vonnis de dolkstootlegende mee als verzachtende omstandigheid. Communistische en socialistische relschoppers werden daarentegen extra zwaar bestraft door diezelfde rechters.

## Voetnoten
1. 1 2  Dassen 2021, p. 132
2. ↑  Dassen 2021, p. 134
3. ↑  Dassen 2021, p. 130